# 伊萬科夫斯科耶湖
57°32′47″N 29°40′58″E / 57.54639°N 29.68278°E
伊萬科夫斯科耶湖（俄语：Иваньковское），是俄羅斯的湖泊，位於該國西北部，由普斯科夫州負責管轄，處於傑多維奇區，面積1.6平方公里，集水區面積7.13平方公里，平均水深3米，最大水深7米。